# Anegada-Passage
Die Anegada-Passage ist eine Meerenge in der Karibik, die zwischen der Inselgruppe der Britischen Jungferninseln (im Westen) und der Insel Sombrero (im Osten) liegt.
Sowohl die Britischen Jungferninseln als auch die Insel Sombrero, die zu Anguilla gehört, gehören zu den Britischen Überseegebieten.
Diese Meerenge stellt eine Verbindung zwischen der Karibik im Süden und dem Atlantik im Norden her.
Namensgeber der Anegada-Passage ist die gleichnamige Insel Anegada, die im Norden der Meerenge liegt und zu den Britischen Jungferninseln gehört. Die Insel Anegada ist die am weitesten nördlich liegende Insel der Britischen Jungferninseln.